# 電訊大廈

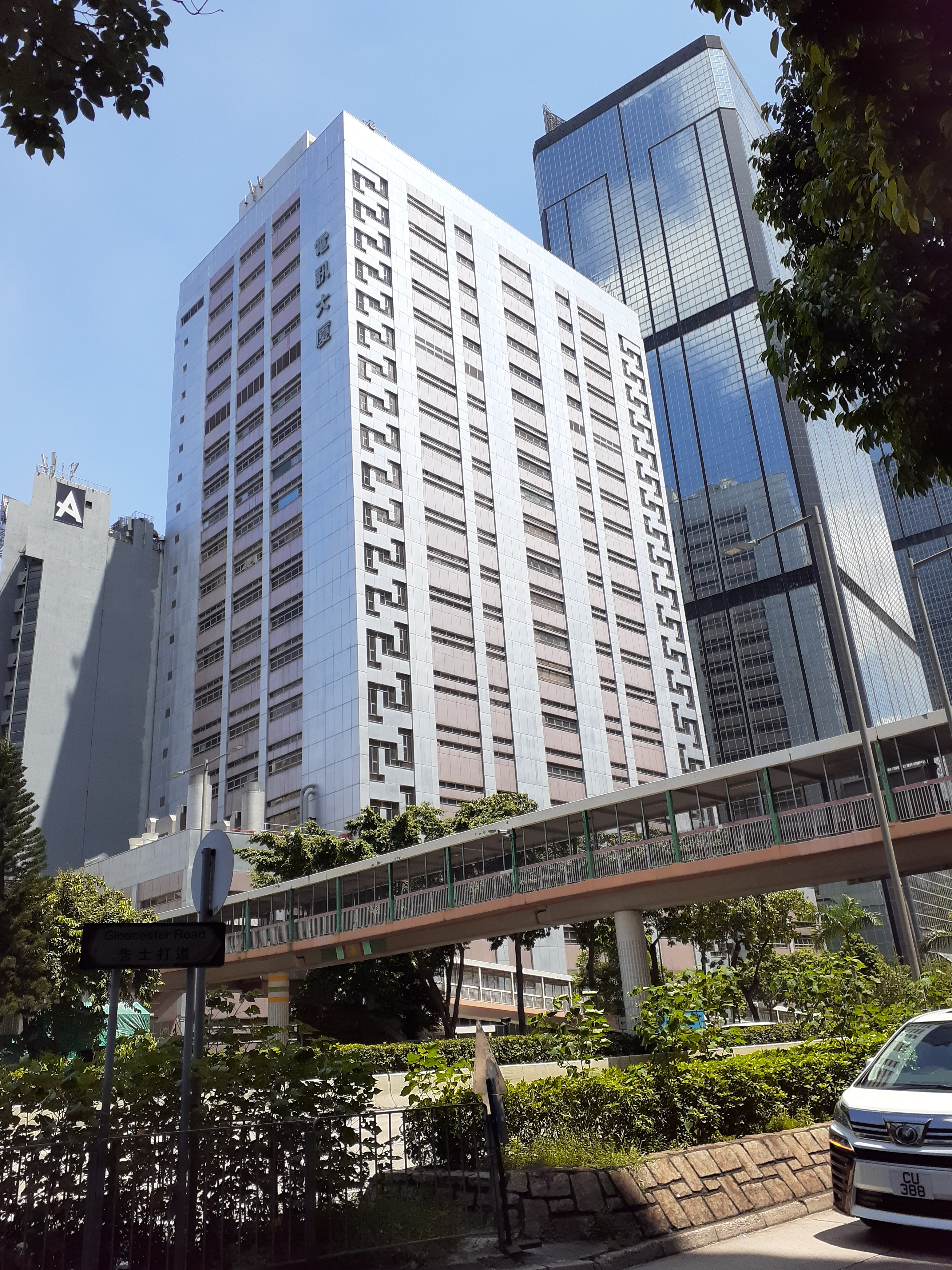
電訊大廈

電訊大廈（英語：Telecom House）是香港一座寫字樓，位於灣仔告士打道3號，由港督麥理浩爵士於1973年1月17日主持開幕。灣仔電訊大廈前稱新水星大廈（英語：New Mercury House），前身為香港首家對外通訊專利公司大東電報局第二代總部（第一代水星大廈位於中環，拆卸後重建為香港麗嘉酒店，現為中國建設銀行大廈）。
隨後大東電報局旗下香港電訊被盈科收購後，與澳洲電訊各占50%形式合組國際通訊公司REACH，把電訊大廈和國際電信大廈交由REACH管理。
此大廈現有多家國際互聯網公司、電訊公司和媒體租用為香港總部。now寬頻電視、PCCW Global、無綫新聞亦是租戶之一。
大廈本名取名新水星大廈，是因為水星（Mercury）在羅馬神話之中代表墨丘利，對應希腊神話奥林匹斯十二主神之一赫耳墨斯（Hermes）——通信及郵政之神。當時大東電報局有另一座在尖沙咀中間道的「國際電信大廈」（Hermes House），兩者英文名稱能相映照。